# おジャ魔女どれみのエピソード一覧
おジャ魔女どれみのエピソード一覧（おジャまじょどれみのエピソードいちらん）は、1999年2月7日から2003年1月26日にかけて朝日放送・テレビ朝日系列で放送されていたテレビアニメ『おジャ魔女どれみ』シリーズの放送タイトルを記述する。また、2004年6月26日から同年12月11日にかけてパーフェクト・チョイス（PPV）で有料放送された『おジャ魔女どれみナ・イ・ショ』も含む。

## おジャ魔女どれみ
| 話数   | サブタイトル                     | 脚本       | （絵コンテ） 演出     | 作画監督         | 美術                | 放送日        | 収録DVD |
| ------ | -------------------------------- | ---------- | --------------------- | ---------------- | ------------------- | ------------- | ------- |
| 第1話  | 私どれみ!魔女見習いになる!!      | 栗山緑     | 佐藤順一              | 河野宏之         | ゆきゆきえ 行信三   | 1999年 2月7日 | Vol.1   |
| 第2話  | 私、はづきちゃんになる!          | 栗山緑     | (佐藤順一) 広嶋秀樹   | 青山充           | ゆきゆきえ 下川忠海 | 2月14日       | Vol.1   |
| 第3話  | 転校生はナニワっこ!あいこ登場    | 栗山緑     | 矢部秋則              | 生田目康裕       | ゆきゆきえ 井出智子 | 2月21日       | Vol.1   |
| 第4話  | みんな魔女なら怖くない           | 栗山緑     | 五十嵐卓哉            | なかじまちゅうじ | ゆきゆきえ 塩崎広光 | 2月28日       | Vol.1   |
| 第5話  | 新装開店!MAHO堂                  | 影山由美   | 岩井隆央              | 川村敏江         | ゆきゆきえ 下川忠海 | 3月7日        | Vol.1   |
| 第6話  | ウソつきは友情の始まり           | 大和屋暁   | 岡佳広                | 稲上晃           | ゆきゆきえ 井出智子 | 3月14日       | Vol.1   |
| 第7話  | めざせ9級!魔女試験               | 吉田玲子   | 山吉康夫              | 青山充           | ゆきゆきえ 塩崎広光 | 3月21日       | Vol.2   |
| 第8話  | 魔女の世界へGO!!                 | 吉村元希   | 矢部秋則              | 河野宏之         | ゆきゆきえ 下川忠海 | 3月28日       | Vol.2   |
| 第9話  | どこ行ったの!?妖精ドド           | 栗山緑     | (五十嵐卓哉) 広嶋秀樹 | 川村敏江         | ゆきゆきえ 井出智子 | 4月4日        | Vol.2   |
| 第10話 | ピンチ!先生にバレちゃった!!      | 影山由美   | 岩井隆央              | なかじまちゅうじ | ゆきゆきえ 塩崎広光 | 4月11日       | Vol.2   |
| 第11話 | 早起き少女まりなと心の花たば     | 吉田玲子   | 岡佳広                | 生田目康裕       | ゆきゆきえ 下川忠海 | 4月18日       | Vol.2   |
| 第12話 | 大切なシャツの願い事             | 大和屋暁   | 山吉康夫              | 青山充           | ゆきゆきえ 井出智子 | 4月25日       | Vol.3   |
| 第13話 | みんな不合格!?8級試験            | 栗山緑     | (佐藤順一) 岩井隆央   | 稲上晃           | ゆきゆきえ 行信三   | 5月2日        | Vol.3   |
| 第14話 | 笑って許して!?                   | 吉村元希   | 矢部秋則              | 河野宏之         | ゆきゆきえ 塩崎広光 | 5月9日        | Vol.3   |
| 第15話 | マジョリカ幼稚園に行く           | 影山由美   | (五十嵐卓哉) 広嶋秀樹 | 川村敏江         | ゆきゆきえ 下川忠海 | 5月16日       | Vol.3   |
| 第16話 | 恋を釣り上げよう                 | 吉田玲子   | 岡佳広                | 青山充           | ゆきゆきえ 井出智子 | 5月23日       | Vol.3   |
| 第17話 | 矢田くんは不良小学生!?           | 大和屋暁   | (佐藤順一) 岩井隆央   | なかじまちゅうじ | ゆきゆきえ 行信三   | 5月30日       | Vol.4   |
| 第18話 | 使っちゃダメ!禁じられた魔法      | 栗山緑     | 山吉康夫              | 稲上晃           | ゆきゆきえ 塩崎広光 | 6月6日        | Vol.4   |
| 第19話 | はづきちゃん誘拐される!          | 前川淳     | 伊藤尚往              | 生田目康裕       | ゆきゆきえ 下川忠海 | 6月13日       | Vol.4   |
| 第20話 | ライバル登場!MAHO堂大ピ〜ンチ!!  | 吉田玲子   | (五十嵐卓哉) 広嶋秀樹 | 川村敏江         | ゆきゆきえ 井出智子 | 6月20日       | Vol.4   |
| 第21話 | マジョルカグッズは危険がいっぱい | 吉村元希   | 矢部秋則              | 河野宏之         | ゆきゆきえ 塩崎広光 | 6月27日       | Vol.4   |
| 第22話 | 6級魔女への道は遠い!?            | 吉田玲子   | 山吉康夫              | 青山充           | ゆきゆきえ 下川忠海 | 7月4日        | Vol.5   |
| 第23話 | 大逆転!?おジャ魔女の試練         | 栗山緑     | 岡佳広                | なかじまちゅうじ | ゆきゆきえ 井出智子 | 7月11日       | Vol.5   |
| 第24話 | マジョルカ対6級おジャ魔女!       | 栗山緑     | (佐藤順一) 岩井隆央   | 川村敏江         | ゆきゆきえ 塩崎広光 | 7月18日       | Vol.5   |
| 第25話 | おジャ魔女ぽっぷ登場!?           | 影山由美   | (五十嵐卓哉) 広嶋秀樹 | 生田目康裕       | ゆきゆきえ 下川忠海 | 7月25日       | Vol.5   |
| 第26話 | わたしたち、ピュアレーヌ!        | 栗山緑     | 伊藤尚往              | なかじまちゅうじ | ゆきゆきえ 井出智子 | 8月1日        | Vol.5   |
| 第27話 | オヤジーデがやってきた!?         | 吉田玲子   | 矢部秋則              | 青山充           | ゆきゆきえ 塩崎広光 | 8月8日        | Vol.6   |
| 第28話 | 恋は高原の風に乗って             | 吉村元希   | 山吉康夫              | 河野宏之         | ゆきゆきえ 下川忠海 | 8月15日       | Vol.6   |
| 第29話 | 夏祭りにタップが消えた!          | 前川淳     | 岡佳広                | 稲上晃           | ゆきゆきえ 井出智子 | 8月22日       | Vol.6   |
| 第30話 | ユウレイに会いたい!              | 大和屋暁   | 五十嵐卓哉            | 馬越嘉彦         | ゆきゆきえ 塩崎広光 | 8月29日       | Vol.6   |
| 第31話 | モンゴルからのおくりもの         | 吉村元希   | 岩井隆央              | 青山充           | ゆきゆきえ 下川忠海 | 9月5日        | Vol.6   |
| 第32話 | 打倒玉木!学級委員選挙            | 吉田玲子   | 矢部秋則              | 川村敏江         | ゆきゆきえ 井出智子 | 9月12日       | Vol.7   |
| 第33話 | 運動会はパニックがいっぱい!      | 影山由美   | 山吉康夫              | 生田目康裕       | ゆきゆきえ 塩崎広光 | 9月19日       | Vol.7   |
| 第34話 | お母ちゃんに逢いたい!            | 栗山緑     | 岡佳広                | 河野宏之         | ゆきゆきえ 下川忠海 | 9月26日       | Vol.7   |
| 第35話 | 転校生は魔女見習い!?             | 栗山緑     | (佐藤順一) 岩井隆央   | 稲上晃           | ゆきゆきえ 塩崎広光 | 10月3日       | Vol.7   |
| 第36話 | 四級試験はドドドドドー!          | 大和屋暁   | (五十嵐卓哉) 広嶋秀樹 | 青山充           | ゆきゆきえ 井出智子 | 10月10日      | Vol.7   |
| 第37話 | 魔女ガエルがいっぱい!            | 前川淳     | 矢部秋則              | なかじまちゅうじ | ゆきゆきえ 下川忠海 | 10月17日      | Vol.8   |
| 第38話 | りょうたと真夜中のかいじゅう     | 喜多川夏音 | 山吉康夫              | 川村敏江         | ゆきゆきえ 塩崎広光 | 10月24日      | Vol.8   |
| 第39話 | どれみの彼は中学生!              | 影山由美   | 山内重保              | 生田目康裕       | ゆきゆきえ 井出智子 | 10月31日      | Vol.8   |
| 第40話 | どれみ楽勝?3級試験               | 大和屋暁   | 伊藤尚往              | 青山充           | ゆきゆきえ 塩崎広光 | 11月14日      | Vol.8   |
| 第41話 | 父と子·勝利への一手!             | 栗山緑     | 岡佳広                | 河野宏之         | ゆきゆきえ 下川忠海 | 11月21日      | Vol.8   |
| 第42話 | おジャ魔女 正義の戦い!?          | 前川淳     | 岩井隆央              | 稲上晃           | ゆきゆきえ 井出智子 | 11月28日      | Vol.9   |
| 第43話 | パパと花火と涙の思い出           | 栗山緑     | 矢部秋則              | 川村敏江         | ゆきゆきえ 塩崎広光 | 12月5日       | Vol.9   |
| 第44話 | 女子プロレスラーになりたい!      | 吉村元希   | 山吉康夫              | 青山充           | ゆきゆきえ 下川忠海 | 12月12日      | Vol.9   |
| 第45話 | サンタさんを救え!                | 影山由美   | 五十嵐卓哉            | 馬越嘉彦         | ゆきゆきえ 行信三   | 12月19日      | Vol.9   |
| 第46話 | 魔女のかくし芸大会!              | 喜多川夏音 | 伊藤尚往              | なかじまちゅうじ | ゆきゆきえ 井出智子 | 12月26日      | Vol.9   |
| 第47話 | お父ちゃんのお見合い             | 栗山緑     | 岡佳広                | 生田目康裕       | ゆきゆきえ 塩崎広光 | 2000年 1月2日 | Vol.10  |
| 第48話 | おんぷのメールはラブレター?      | 大和屋暁   | 矢部秋則              | 川村敏江         | ゆきゆきえ 下川忠海 | 1月9日        | Vol.10  |
| 第49話 | パパに会える!夢を乗せた寝台特急  | 影山由美   | 山内重保              | 河野宏之         | ゆきゆきえ 井出智子 | 1月16日       | Vol.10  |
| 第50話 | 最後の見習い魔女試験             | 前川淳     | 山吉康夫              | 青山充           | ゆきゆきえ 塩崎広光 | 1月23日       | Vol.10  |
| 第51話 | さようならMAHO堂                 | 栗山緑     | 佐藤順一              | 稲上晃           | ゆきゆきえ 下川忠海 | 1月30日       | Vol.10  |

放送休止
- 1999年11月7日：「第31回全日本大学駅伝対校選手権大会」

## おジャ魔女どれみ♯
| 話数            | サブタイトル                            | 脚本     | （絵コンテ） 演出     | 作画監督         | 美術                | 放送日        | 収録DVD |
| --------------- | --------------------------------------- | -------- | --------------------- | ---------------- | ------------------- | ------------- | ------- |
| 第1話(第52話)   | どれみママになる!?                      | 栗山緑   | 五十嵐卓哉            | 川村敏江         | ゆきゆきえ 井出智子 | 2000年 2月6日 | Vol.1   |
| 第2話(第53話)   | 赤ちゃん育ては、も〜たいへん!           | 栗山緑   | 伊藤尚往              | なかじまちゅうじ | ゆきゆきえ 塩崎広光 | 2月13日       | Vol.1   |
| 第3話(第54話)   | 眠っちゃダメ!ぽっぷの見習い試験         | 影山由美 | (山内重保) 岩井隆央   | 青山充           | ゆきゆきえ 下川忠海 | 2月20日       | Vol.1   |
| 第4話(第55話)   | どれみはママ失格!?                      | 栗山緑   | 山内重保              | 生田目康裕       | ゆきゆきえ 井出智子 | 2月27日       | Vol.1   |
| 第5話(第56話)   | さよならオヤジーデ                      | 吉田玲子 | 岡佳広                | 河野宏之         | ゆきゆきえ 塩崎広光 | 3月5日        | Vol.1   |
| 第6話(第57話)   | 意地っぱりとデイジーの花ことば          | 大和屋暁 | 矢部秋則              | 稲上晃           | ゆきゆきえ 下川忠海 | 3月12日       | Vol.2   |
| 第7話(第58話)   | ハナちゃんの健康診断                    | 栗山緑   | (佐藤順一) 岩井隆央   | なかじまちゅうじ | ゆきゆきえ 井出智子 | 3月19日       | Vol.2   |
| 第8話(第59話)   | 時間を超えて、おんぷママの秘密を探せ!   | 影山由美 | 山吉康夫              | 青山充           | ゆきゆきえ 塩崎広光 | 3月26日       | Vol.2   |
| 第9話(第60話)   | ハーブを探せ!MAHO堂バスの旅             | 吉田玲子 | (五十嵐卓哉) 広嶋秀樹 | 川村敏江         | ゆきゆきえ 下川忠海 | 4月2日        | Vol.2   |
| 第10話(第61話)  | 高校生あいこは「走る少女」!?            | 大和屋暁 | 伊藤尚往              | 河野宏之         | ゆきゆきえ 井出智子 | 4月9日        | Vol.2   |
| 第11話(第62話)  | はづきちゃん踊りを習う!?                | 影山由美 | 岡佳広                | 生田目康裕       | ゆきゆきえ 塩崎広光 | 4月16日       | Vol.3   |
| 第12話(第63話)  | 健康診断でイエローカード!               | 吉田玲子 | 矢部秋則              | なかじまちゅうじ | ゆきゆきえ 下川忠海 | 4月23日       | Vol.3   |
| 第13話(第64話)  | どれみ、お嫁さんになる?                 | 栗山緑   | 岩井隆央              | 青山充           | ゆきゆきえ 井出智子 | 4月30日       | Vol.3   |
| 第14話(第65話)  | ぽっぷの初恋?あこがれの順一先生!        | 成田良美 | 山吉康夫              | 稲上晃           | ゆきゆきえ 塩崎広光 | 5月7日        | Vol.3   |
| 第15話(第66話)  | 母の日とお母さんのにがお絵              | 栗山緑   | (佐藤順一) 広嶋秀樹   | 川村敏江         | ゆきゆきえ 下川忠海 | 5月14日       | Vol.3   |
| 第16話(第67話)  | はじめてのハイハイ!?春風家、大パニック! | 大和屋暁 | 伊藤尚往              | なかじまちゅうじ | ゆきゆきえ 井出智子 | 5月21日       | Vol.4   |
| 第17話(第68話)  | ハナちゃんのハイハイ健診                | 影山由美 | 岡佳広                | 青山充           | ゆきゆきえ 塩崎広光 | 5月28日       | Vol.4   |
| 第18話(第69話)  | ドドが家出しちゃった!                   | 成田良美 | 矢部秋則              | 河野宏之         | ゆきゆきえ 下川忠海 | 6月4日        | Vol.4   |
| 第19話(第70話)  | どれみとはづきの大げんか                | 栗山緑   | 岩井隆央              | 稲上晃           | ゆきゆきえ 井出智子 | 6月11日       | Vol.4   |
| 第20話(第71話)  | お母ちゃんに会える!あいこ涙の再会       | 栗山緑   | 山吉康夫              | 生田目康裕       | ゆきゆきえ 塩崎広光 | 6月25日       | Vol.4   |
| 第21話(第72話)  | 人間嫌いのマジョドンと約束のハーブ      | 大和屋暁 | 伊藤尚往              | なかじまちゅうじ | ゆきゆきえ 井出智子 | 7月2日        | Vol.5   |
| 第22話(第73話)  | 魔法使いのワナ帰ってきたオヤジーデ!     | 栗山緑   | 岡佳広                | 青山充           | ゆきゆきえ 塩崎広光 | 7月9日        | Vol.5   |
| 第23話(第74話)  | 新たな力でハナちゃんをとりもどせ!       | 栗山緑   | (佐藤順一) 岩井隆央   | 川村敏江         | ゆきゆきえ 井出智子 | 7月16日       | Vol.5   |
| 第24話(第75話)  | あげパンパワーおそるべし!               | 影山由美 | 矢部秋則              | 河野宏之         | ゆきゆきえ 塩崎広光 | 7月23日       | Vol.5   |
| 第25話(第76話)  | 謎の美少年·暁くん登場!                  | 成田良美 | 山吉康夫              | 稲上晃           | ゆきゆきえ 下川忠海 | 7月30日       | Vol.5   |
| 第26話(第77話)  | かなえちゃんのダイエット作戦            | 吉田玲子 | 伊藤尚往              | 生田目康裕       | ゆきゆきえ 井出智子 | 8月6日        | Vol.6   |
| 第27話(第78話)  | 北国のハーブと大切な思い出              | 栗山緑   | 岡佳広                | 青山充           | ゆきゆきえ 塩崎広光 | 8月13日       | Vol.6   |
| 第28話(第79話)  | ねらわれた健康診断                      | 成田良美 | 矢部秋則              | なかじまちゅうじ | ゆきゆきえ 下川忠海 | 8月20日       | Vol.6   |
| 第29話(第80話)  | きもだめしでみんなが消えた!?            | 大和屋暁 | 山吉康夫              | 川村敏江         | ゆきゆきえ 井出智子 | 8月27日       | Vol.6   |
| 第30話(第81話)  | 関先生に恋人ができた!?                  | 影山由美 | 岩井隆央              | 河野宏之         | ゆきゆきえ 塩崎広光 | 9月3日        | Vol.6   |
| 第31話(第82話)  | 魔法使いの国からFLAT4参上!              | 栗山緑   | 伊藤尚往              | 青山充           | ゆきゆきえ 下川忠海 | 9月10日       | Vol.7   |
| 第32話(第83話)  | とんでけピュー!ドドたちの大変身         | 大和屋暁 | 岡佳広                | なかじまちゅうじ | ゆきゆきえ 井出智子 | 9月17日       | Vol.7   |
| 第33話(第84話)  | 遠足はみんなでハイチーズ!               | 成田良美 | 矢部秋則              | 稲上晃           | ゆきゆきえ 塩崎広光 | 10月1日       | Vol.7   |
| 第34話(第85話)  | たこ焼きは仲なおりの味                  | 吉田玲子 | 山吉康夫              | 生田目康裕       | ゆきゆきえ 下川忠海 | 10月8日       | Vol.7   |
| 第35話(第86話)  | 運動会でてっぺんをめざせ!               | 影山由美 | (佐藤順一) 広嶋秀樹   | 青山充           | ゆきゆきえ 井出智子 | 10月15日      | Vol.7   |
| 第36話(第87話)  | あいこがライバル!スポーツ勝負!!         | 成田良美 | 伊藤尚往              | 川村敏江         | ゆきゆきえ 塩崎広光 | 10月22日      | Vol.8   |
| 第37話(第88話)  | ハナちゃんもぽっぷも試験中!             | 吉田玲子 | 岡佳広                | 河野宏之         | ゆきゆきえ 下川忠海 | 10月29日      | Vol.8   |
| 第38話(第89話)  | はづきちゃんは名監督!                   | 大和屋暁 | 矢部秋則              | なかじまちゅうじ | ゆきゆきえ 井出智子 | 11月12日      | Vol.8   |
| 第39話(第90話)  | わがままっ子と怒ったかいじゅう          | 影山由美 | 山吉康夫              | 青山充           | ゆきゆきえ 塩崎広光 | 11月19日      | Vol.8   |
| 第40話(第91話)  | 春風家にピアノがやってくる!             | 栗山緑   | 五十嵐卓哉            | 馬越嘉彦         | ゆきゆきえ 下川忠海 | 11月26日      | Vol.8   |
| 第41話(第92話)  | おんぷに追いつけ!アイドルへの道!        | 成田良美 | 岩井隆央              | 稲上晃           | ゆきゆきえ 井出智子 | 12月3日       | Vol.9   |
| 第42話(第93話)  | 魔法をつかわない魔女                    | 大和屋暁 | 山内重保              | 生田目康裕       | ゆきゆきえ 塩崎広光 | 12月10日      | Vol.9   |
| 第43話(第94話)  | ハナちゃんはクラスメイト!?              | 吉田玲子 | 広嶋秀樹              | 河野宏之         | ゆきゆきえ 下川忠海 | 12月17日      | Vol.9   |
| 第44話(第95話)  | 幸せのホワイト・クリスマス              | 栗山緑   | 岡佳広                | 川村敏江         | ゆきゆきえ 井出智子 | 12月24日      | Vol.9   |
| 第45話(第96話)  | おジャ魔女時代劇少女よ大志をいだけ!     | 影山由美 | 矢部秋則              | 青山充           | ゆきゆきえ 塩崎広光 | 12月31日      | Vol.9   |
| 第46話(第97話)  | 最後の健診ハナちゃんはママが守る!       | 大和屋暁 | 伊藤尚往              | なかじまちゅうじ | ゆきゆきえ 行信三   | 2001年 1月7日 | Vol.10  |
| 第47話(第98話)  | ハナちゃんを返して!魔法大決戦           | 影山由美 | 山吉康夫              | 稲上晃           | ゆきゆきえ 下川忠海 | 1月14日       | Vol.10  |
| 第48話(第99話)  | ハナちゃんが死んじゃう!?                | 成田良美 | (山内重保) 広嶋秀樹   | 川村敏江         | ゆきゆきえ 井出智子 | 1月21日       | Vol.10  |
| 第49話(第100話) | さよならハナちゃん                      | 栗山緑   | 山内重保              | 河野宏之         | ゆきゆきえ 塩崎広光 | 1月28日       | Vol.10  |

放送休止
- 2000年6月18日：「第100回全米オープンゴルフ選手権競技」
- 2000年9月24日：「シドニー五輪女子陸上マラソン」
- 2000年11月5日：「第32回全日本大学駅伝対校選手権大会」

## も〜っと!おジャ魔女どれみ
| 話数              | サブタイトル                    | 脚本     | （絵コンテ） 演出       | 作画監督         | 美術                | 放送日        | 収録DVD |
| ----------------- | ------------------------------- | -------- | ----------------------- | ---------------- | ------------------- | ------------- | ------- |
| 第1話（第101話）  | どれみ、嵐の新学期!             | 栗山緑   | 五十嵐卓哉              | 馬越嘉彦         | ゆきゆきえ 行信三   | 2001年 2月4日 | Vol.1   |
| 第2話（第102話）  | ももこが泣いた!?ピアスの秘密    | 栗山緑   | 岡佳広                  | 青山充           | ゆきゆきえ 下川忠海 | 2月11日       | Vol.1   |
| 第3話（第103話）  | 大キライ!でも友だちになりたい!  | 栗山緑   | 矢部秋則                | なかじまちゅうじ | ゆきゆきえ 井出智子 | 2月18日       | Vol.1   |
| 第4話（第104話）  | ようこそ、スウィートハウスへ!   | 栗山緑   | 山吉康夫                | 稲上晃           | ゆきゆきえ 塩崎広光 | 2月25日       | Vol.1   |
| 第5話（第105話）  | SOSトリオが解散!?               | 成田良美 | 広嶋秀樹                | 青山充           | ゆきゆきえ 下川忠海 | 3月4日        | Vol.2   |
| 第6話（第106話）  | 挑戦!初めてのパティシエ試験     | 栗山緑   | 山内重保                | 生田目康裕       | ゆきゆきえ 井出智子 | 3月11日       | Vol.2   |
| 第7話（第107話）  | おかえり!ハナちゃん             | 影山由美 | 矢部秋則                | 河野宏之         | ゆきゆきえ 塩崎広光 | 3月18日       | Vol.2   |
| 第8話（第108話）  | 親友って、なーに?               | 大和屋暁 | 伊藤尚往                | 川村敏江         | 行信三 下川忠海     | 3月25日       | Vol.2   |
| 第9話（第109話）  | はづきとまさるのたからもの      | 影山由美 | 岡佳広                  | なかじまちゅうじ | 行信三 井出智子     | 4月1日        | Vol.3   |
| 第10話（第110話） | おとなになんてなりたくない!     | 成田良美 | 山吉康夫                | 青山充           | 行信三 塩崎広光     | 4月8日        | Vol.3   |
| 第11話（第111話） | 先生が止まらない!!              | 影山由美 | 岩井隆央                | 稲上晃           | 行信三 下川忠海     | 4月15日       | Vol.3   |
| 第12話（第112話） | 小竹VS鬼コーチ五十嵐            | 大和屋暁 | 広嶋秀樹                | 川村敏江         | 行信三 井出智子     | 4月22日       | Vol.3   |
| 第13話（第113話） | 夢の船にのりたい!               | 成田良美 | 山内重保                | 生田目康裕       | 行信三 塩崎広光     | 4月29日       | Vol.4   |
| 第14話（第114話） | 波乱のハッピーバースデー        | 栗山緑   | 矢部秋則                | 青山充           | 行信三 下川忠海     | 5月6日        | Vol.4   |
| 第15話（第115話） | きれいなお母さんはスキ?キライ?  | 栗山緑   | 五十嵐卓哉              | 河野宏之         | 行信三              | 5月13日       | Vol.4   |
| 第16話（第116話） | おいしいだけじゃ、ダメ!?        | 成田良美 | 伊藤尚往                | なかじまちゅうじ | 行信三 井出智子     | 5月20日       | Vol.4   |
| 第17話（第117話） | 因縁のライバル!!春風と玉木      | 影山由美 | 岡佳広                  | 川村敏江         | 行信三 塩崎広光     | 5月27日       | Vol.5   |
| 第18話（第118話） | 密着!!チャイドルの一日          | 影山由美 | 山吉康夫                | 稲上晃           | 行信三 下川忠海     | 6月3日        | Vol.5   |
| 第19話（第119話） | ケンカばっかり似たもの親子      | 大和屋暁 | 広嶋秀樹                | 青山充           | 行信三 井出智子     | 6月10日       | Vol.5   |
| 第20話（第120話） | はじめて会うクラスメイト        | 栗山緑   | （佐藤順一） 岩井隆央   | 生田目康裕       | 行信三 塩崎広光     | 6月24日       | Vol.5   |
| 第21話（第121話） | まほうのもとがなくなっちゃう!!  | 成田良美 | 矢部秋則                | なかじまちゅうじ | 行信三 下川忠海     | 7月1日        | Vol.6   |
| 第22話（第122話） | ぽっぷがお姉ちゃん??            | 影山由美 | 伊藤尚往                | 河野宏之         | 行信三 井出智子     | 7月8日        | Vol.6   |
| 第23話（第123話） | なぎさのハマグリ                | 大和屋暁 | 岡佳広                  | 川村敏江         | 行信三 塩崎広光     | 7月15日       | Vol.6   |
| 第24話（第124話） | 音楽クラブでロックンロール!?    | 栗山緑   | 山吉康夫                | 青山充           | 行信三 下川忠海     | 7月22日       | Vol.6   |
| 第25話（第125話） | ひとりぼっちの夏休み            | 成田良美 | （五十嵐卓哉） 長峯達也 | 稲上晃           | 行信三 井出智子     | 7月29日       | Vol.7   |
| 第26話（第126話） | 思いよとどけ!あいこ大阪へ       | 影山由美 | 岩井隆央                | なかじまちゅうじ | 行信三 塩崎広光     | 8月5日        | Vol.7   |
| 第27話（第127話） | いじわる試験を切りぬけろ!       | 成田良美 | 広嶋秀樹                | 生田目康裕       | 行信三 下川忠海     | 8月12日       | Vol.7   |
| 第28話（第128話） | 魔女幼稚園、危機いっぱつ!       | 栗山緑   | 矢部秋則                | 川村敏江         | 行信三 井出智子     | 8月19日       | Vol.7   |
| 第29話（第129話） | 恐怖!井戸ユウレイの呪い         | 大和屋暁 | 伊藤尚往                | 青山充           | 行信三 塩崎広光     | 8月26日       | Vol.8   |
| 第30話（第130話） | まぼろしのレシピをください!     | 成田良美 | 山吉康夫                | 河野宏之         | 行信三 下川忠海     | 9月2日        | Vol.8   |
| 第31話（第131話） | なおしてみせます!野菜ギライ     | 栗山緑   | 岡佳広                  | なかじまちゅうじ | 行信三 井出智子     | 9月9日        | Vol.8   |
| 第32話（第132話） | ももこのママ修行                | 大和屋暁 | 長峯達也                | 稲上晃           | 行信三 塩崎広光     | 9月16日       | Vol.8   |
| 第33話（第133話） | 天下無敵!?おジャ魔な助太刀      | 成田良美 | 岩井隆央                | 青山充           | 行信三 下川忠海     | 9月23日       | Vol.9   |
| 第34話（第134話） | よみがえれ!伝説のお菓子         | 影山由美 | （五十嵐卓哉） 広嶋秀樹 | 川村敏江         | 行信三 井出智子     | 9月30日       | Vol.9   |
| 第35話（第135話） | 玉木、天下をとる!?              | 成田良美 | 山内重保                | 生田目康裕       | 行信三 塩崎広光     | 10月7日       | Vol.9   |
| 第36話（第136話） | はづきのおいしいアイデア        | 影山由美 | 矢部秋則                | なかじまちゅうじ | 行信三 下川忠海     | 10月14日      | Vol.9   |
| 第37話（第137話） | 妖精だって休みたい!!            | 大和屋暁 | 山吉康夫                | 河野宏之         | 行信三 井出智子     | 10月21日      | Vol.10  |
| 第38話（第138話） | 学校に行きたい!                 | 成田良美 | 岡佳広                  | 青山充           | 行信三 塩崎広光     | 10月28日      | Vol.10  |
| 第39話（第139話） | 学芸会!主役はだーれ?            | 影山由美 | 広嶋秀樹                | 稲上晃           | 行信三 井出智子     | 11月11日      | Vol.10  |
| 第40話（第140話） | ハナちゃん、イモを掘る!         | 大和屋暁 | 長峯達也                | 馬越嘉彦         | 行信三 下川忠海     | 11月18日      | Vol.10  |
| 第41話（第141話） | 魔女ガエルの村おこし            | 成田良美 | 山内重保                | 川村敏江         | 行信三 塩崎広光     | 11月25日      | Vol.11  |
| 第42話（第142話） | ドキドキ!ふたごの不思議なまほう | 影山由美 | 岩井隆央                | 生田目康裕       | 行信三 井出智子     | 12月2日       | Vol.11  |
| 第43話（第143話） | おジャ魔女は海を越えて          | 影山由美 | 矢部秋則                | 青山充           | 行信三 下川忠海     | 12月9日       | Vol.11  |
| 第44話（第144話） | あいちゃんが帰っちゃう!?        | 栗山緑   | 山吉康夫                | 河野宏之         | 行信三 塩崎広光     | 12月16日      | Vol.11  |
| 第45話（第145話） | みんなで!メリークリスマス       | 栗山緑   | （五十嵐卓哉） 広嶋秀樹 | なかじまちゅうじ | 行信三 井出智子     | 12月23日      | Vol.11  |
| 第46話（第146話） | ハチャメチャ魔法忘年会          | 大和屋暁 | 岡佳広                  | 稲上晃           | 行信三 下川忠海     | 12月30日      | Vol.12  |
| 第47話（第147話） | ハナちゃんの大冒険              | 影山由美 | 山内重保                | 川村敏江         | 行信三 塩崎広光     | 2002年 1月6日 | Vol.12  |
| 第48話（第148話） | 手がかりゼロ!最後の試験         | 成田良美 | 岩井隆央                | 青山充           | 行信三 井出智子     | 1月13日       | Vol.12  |
| 第49話（第149話） | 目をさまして!あやつられたももこ | 大和屋暁 | （矢部秋則） 広嶋秀樹   | 生田目康裕       | 行信三 下川忠海     | 1月20日       | Vol.12  |
| 第50話（第150話） | さよなら魔女見習い              | 栗山緑   | 山吉康夫                | 河野宏之         | 行信三 井出智子     | 1月27日       | Vol.12  |

放送休止
- 2001年6月17日：「第101回全米オープンゴルフ選手権競技」
- 2001年11月4日：「第33回全日本大学駅伝対校選手権大会」

## おジャ魔女どれみドッカ〜ン!
| 話数            | サブタイトル                       | 脚本     | （絵コンテ） 演出     | 作画監督         | 美術                     | 放送日        | 収録DVD |
| --------------- | ---------------------------------- | -------- | --------------------- | ---------------- | ------------------------ | ------------- | ------- |
| 第1話(第151話)  | どれみびっくり!新しいおジャ魔女    | 栗山緑   | 五十嵐卓哉            | 馬越嘉彦         | 行信三 塩崎広光          | 2002年 2月3日 | Vol.1   |
| 第2話(第152話)  | ハナちゃん6年生になる!             | 栗山緑   | 広嶋秀樹              | 稲上晃           | 行信三 下川忠海          | 2月10日       | Vol.1   |
| 第3話(第153話)  | ハナちゃんには負けられない!        | 成田良美 | 長峯達也              | 川村敏江         | 行信三 井出智子          | 2月17日       | Vol.1   |
| 第4話(第154話)  | MAHO堂がつぶれちゃう!?             | 大和屋暁 | 岡佳広                | 青山充           | 行信三 塩崎広光          | 2月24日       | Vol.1   |
| 第5話(第155話)  | 素顔のおんぷ                       | 栗山緑   | 山内重保              | 生田目康裕       | 行信三 下川忠海          | 3月3日        | Vol.2   |
| 第6話(第156話)  | 学級文庫の迷コンビ!?               | 影山由美 | 矢部秋則              | なかじまちゅうじ | 行信三 田中里緑 井出智子 | 3月10日       | Vol.2   |
| 第7話(第157話)  | 開いて!心のとびら                  | 栗山緑   | 山吉康夫              | 河野宏之         | 行信三 田中里緑 塩崎広光 | 3月17日       | Vol.2   |
| 第8話(第158話)  | バレちゃった!?ハナちゃんのひみつ   | 大和屋暁 | 岩井隆央              | 川村敏江         | 行信三 田中里緑 下川忠海 | 3月24日       | Vol.2   |
| 第9話(第159話)  | はづきのキラキラ星                 | 影山由美 | 五十嵐卓哉            | 桑原幹根         | 行信三 田中里緑 井出智子 | 3月31日       | Vol.3   |
| 第10話(第160話) | 修学旅行!!班長はツラいよ           | 成田良美 | 岡佳広                | 青山充           | 行信三 田中里緑 塩崎広光 | 4月7日        | Vol.3   |
| 第11話(第161話) | 奈良!運命の再会                    | 栗山緑   | 広嶋秀樹              | 稲上晃           | 行信三 田中里緑 下川忠海 | 4月14日       | Vol.3   |
| 第12話(第162話) | 京都!終わらない夜                  | 栗山緑   | 山内重保              | 生田目康裕       | 行信三 田中里緑 井出智子 | 4月21日       | Vol.3   |
| 第13話(第163話) | むつみの引退宣言!                  | 大和屋暁 | 長峯達也              | なかじまちゅうじ | 行信三 田中里緑 塩崎広光 | 4月28日       | Vol.4   |
| 第14話(第164話) | 油断大敵!7級試験                   | 影山由美 | 矢部秋則              | 河野宏之         | 行信三 田中里緑 下川忠海 | 5月5日        | Vol.4   |
| 第15話(第165話) | お母さんのわからずや               | 栗山緑   | 山吉康夫              | 青山充           | 行信三 田中里緑 井出智子 | 5月12日       | Vol.4   |
| 第16話(第166話) | 消えない虹の作り方                 | 成田良美 | 岩井隆央              | 川村敏江         | 行信三 田中里緑 塩崎広光 | 5月19日       | Vol.4   |
| 第17話(第167話) | ひみつ基地を守れ!                  | 大和屋暁 | 岡佳広                | 桑原幹根         | 行信三 田中里緑 下川忠海 | 5月26日       | Vol.5   |
| 第18話(第168話) | 恋の行方はワンワンワン             | 影山由美 | 広嶋秀樹              | 稲上晃           | 行信三 田中里緑 井出智子 | 6月2日        | Vol.5   |
| 第19話(第169話) | お父さんは素直になれない!?         | 栗山緑   | 山内重保              | 生田目康裕       | 行信三 田中里緑 塩崎広光 | 6月9日        | Vol.5   |
| 第20話(第170話) | ももこの夢さがし                   | 成田良美 | 矢部秋則              | 大河内忍         | 行信三 田中里緑 下川忠海 | 6月16日       | Vol.5   |
| 第21話(第171話) | 大好き!オヤジーデ                  | 成田良美 | 山吉康夫              | 青山充           | 行信三 田中里緑 井出智子 | 6月23日       | Vol.6   |
| 第22話(第172話) | きみたか、行かないで!!             | 栗山緑   | 岩井隆央              | なかじまちゅうじ | 行信三 田中里緑 塩崎広光 | 6月30日       | Vol.6   |
| 第23話(第173話) | 七夕なんてやーめた!                | 大和屋暁 | 五十嵐卓哉            | 河野宏之         | 行信三 田中里緑          | 7月7日        | Vol.6   |
| 第24話(第174話) | 愛よ正義よ!私たちマジョレンジャー! | 影山由美 | 長峯達也              | 川村敏江         | 行信三 田中里緑 下川忠海 | 7月14日       | Vol.6   |
| 第25話(第175話) | 笑顔をくれる?なぞのグラス          | 大和屋暁 | 岡佳広                | 青山充           | 行信三 田中里緑 井出智子 | 7月21日       | Vol.7   |
| 第26話(第176話) | キャンプとカレーでアッチッチ!?     | 成田良美 | 広嶋秀樹              | 桑原幹根         | 行信三 田中里緑 塩崎広光 | 7月28日       | Vol.7   |
| 第27話(第177話) | 白いゾウさん、はじめまして!        | 栗山緑   | 矢部秋則              | 稲上晃           | 行信三 田中里緑 下川忠海 | 8月4日        | Vol.7   |
| 第28話(第178話) | おばあちゃんズにはかなわない!?     | 影山由美 | 山内重保              | 馬越嘉彦         | 行信三 田中里緑 井出智子 | 8月11日       | Vol.7   |
| 第29話(第179話) | はなさないで!つないだ手と手        | 大和屋暁 | 山吉康夫              | 生田目康裕       | 行信三 田中里緑 塩崎広光 | 8月18日       | Vol.8   |
| 第30話(第180話) | あやしい影!?魔女界の胸さわぎ       | 栗山緑   | 岩井隆央              | 大河内忍         | 行信三 田中里緑 下川忠海 | 8月25日       | Vol.8   |
| 第31話(第181話) | パオちゃんはおジャ魔ゾウ!?         | 栗山緑   | 五十嵐卓哉            | 川村敏江         | 行信三 田中里緑 井出智子 | 9月1日        | Vol.8   |
| 第32話(第182話) | いい子だって悩んでる               | 成田良美 | 長峯達也              | 河野宏之         | 行信三 田中里緑 塩崎広光 | 9月8日        | Vol.8   |
| 第33話(第183話) | 迷えるおんぷ                       | 影山由美 | 広嶋秀樹              | 青山充           | 行信三 田中里緑 下川忠海 | 9月15日       | Vol.9   |
| 第34話(第184話) | ババといつまでも                   | 大和屋暁 | 岡佳広                | なかじまちゅうじ | 行信三 田中里緑 井出智子 | 9月22日       | Vol.9   |
| 第35話(第185話) | 四級試験はのろろろろ〜?            | 大和屋暁 | 矢部秋則              | 桑原幹根         | 行信三 田中里緑 塩崎広光 | 9月29日       | Vol.9   |
| 第36話(第186話) | 自転車でどこまでも                 | 成田良美 | 山吉康夫              | 稲上晃           | 行信三 田中里緑 下川忠海 | 10月6日       | Vol.9   |
| 第37話(第187話) | 全滅!?眠れる魔法使いたち           | 影山由美 | 岩井隆央              | 生田目康裕       | 行信三 田中里緑 井出智子 | 10月13日      | Vol.10  |
| 第38話(第188話) | ついに再婚!?あいこの決意           | 栗山緑   | (五十嵐卓哉) 中尾幸彦 | 大河内忍         | 行信三 田中里緑 塩崎広光 | 10月20日      | Vol.10  |
| 第39話(第189話) | 心をこめて!幸せの白いバラ          | 影山由美 | 岡佳広                | 川村敏江         | 行信三 田中里緑 下川忠海 | 10月27日      | Vol.10  |
| 第40話(第190話) | どれみと魔女をやめた魔女           | 大和屋暁 | 細田守                | 馬越嘉彦         | 行信三 田中里緑 井出智子 | 11月10日      | Vol.10  |
| 第41話(第191話) | ぽっぷが先に魔女になる!?           | 成田良美 | 五十嵐卓哉            | 青山充           | 行信三 田中里緑 塩崎広光 | 11月17日      | Vol.11  |
| 第42話(第192話) | 自分で決める!はづきの道            | 栗山緑   | 山吉康夫              | 河野宏之         | 行信三 田中里緑 下川忠海 | 11月24日      | Vol.11  |
| 第43話(第193話) | 1級試験!玉木絶体絶命!!             | 影山由美 | 矢部秋則              | 桑原幹根         | 行信三 田中里緑 井出智子 | 12月1日       | Vol.11  |
| 第44話(第194話) | 急がなきゃ!最後の手がかり          | 栗山緑   | (岡佳広) 中尾幸彦     | なかじまちゅうじ | 行信三 田中里緑 塩崎広光 | 12月8日       | Vol.11  |
| 第45話(第195話) | 悲しみのイバラよ、消えて!          | 栗山緑   | 岩井隆央              | 稲上晃           | 行信三 田中里緑 下川忠海 | 12月15日      | Vol.12  |
| 第46話(第196話) | さらば、魔女ガエルの呪い           | 大和屋暁 | 山吉康夫              | 青山充           | 行信三                   | 12月22日      | Vol.12  |
| 第47話(第197話) | たとえ遠くはなれても               | 影山由美 | 矢部秋則              | 生田目康裕       | 行信三 田中里緑 井出智子 | 12月29日      | Vol.12  |
| 第48話(第198話) | あいこのいちばん幸せな日           | 栗山緑   | 岡佳広                | 川村敏江         | 行信三 田中里緑 下川忠海 | 2003年 1月5日 | Vol.12  |
| 第49話(第199話) | ずっとずっと、フレンズ             | 成田良美 | 細田守                | 河野宏之         | 行信三 田中里緑 塩崎広光 | 1月12日       | Vol.13  |
| 第50話(第200話) | さよなら、おジャ魔女               | 栗山緑   | 岩井隆央              | 桑原幹根         | 行信三 田中里緑 井出智子 | 1月19日       | Vol.13  |
| 第51話(第201話) | ありがとう!また会う日まで          | 栗山緑   | 五十嵐卓哉            | 馬越嘉彦         | 行信三 田中里緑 下川忠海 | 1月26日       | Vol.13  |

放送休止
- 2002年11月3日：「第34回全日本大学駅伝対校選手権大会」

## おジャ魔女どれみナ・イ・ショ
| 話数   | サブタイトル                              | 脚本     | （絵コンテ） 演出     | 作画監督          | 美術                | 放送日         | 収録DVD |
| ------ | ----------------------------------------- | -------- | --------------------- | ----------------- | ------------------- | -------------- | ------- |
| 第1話  | 波乱のサイクリング〜男の子のないしょ〜    | 栗山緑   | 五十嵐卓哉            | 桑原幹根          | ゆきゆきえ 塩崎広光 | 2004年 6月26日 | Vol.1   |
| 第2話  | N.YのMAHO堂〜ももこのないしょ〜           | 影山由美 | 岡佳広                | 生田目康裕        | ゆきゆきえ 塩崎広光 | 7月10日        | Vol.2   |
| 第3話  | 泳いでナンボ!〜あいこのないしょ〜         | 成田良美 | 中尾幸彦              | 青山充            | ゆきゆきえ 塩崎広光 | 7月24日        | Vol.2   |
| 第4話  | ノンスタンダード〜おんぷのないしょ〜      | 大和屋暁 | 山内重保              | 馬場充子          | ゆきゆきえ 塩崎広光 | 8月7日         | Vol.3   |
| 第5話  | 涙を知るひと〜ぽっぷとハナのないしょ〜    | 成田良美 | (五十嵐卓哉) 中尾幸彦 | 篁馨              | ゆきゆきえ 塩崎広光 | 8月21日        | Vol.3   |
| 第6話  | 金平糖の思い出〜ばあやのないしょ〜        | 影山由美 | 山内重保              | 生田目康裕        | ゆきゆきえ 塩崎広光 | 9月4日         | Vol.4   |
| 第7話  | タイヤキダイスキ!〜親子のないしょ〜       | 大和屋暁 | (佐藤順一) 座古明史   | 桑原幹根          | ゆきゆきえ 塩崎広光 | 9月18日        | Vol.4   |
| 第8話  | リコーダー事件!〜優等生のないしょ〜       | 栗山緑   | 岡佳広                | 青山充            | ゆきゆきえ 塩崎広光 | 10月2日        | Vol.5   |
| 第9話  | バッチグー野球部〜魔女たちのないしょ〜    | 大和屋暁 | 五十嵐卓哉            | 馬場充子          | ゆきゆきえ 塩崎広光 | 10月16日       | Vol.5   |
| 第10話 | 結婚の約束〜幼なじみのないしょ〜          | 栗山緑   | 宮下新平              | 西位輝実          | ゆきゆきえ 塩崎広光 | 10月30日       | Vol.6   |
| 第11話 | バレンタインディ〜はづきのないしょ〜      | 成田良美 | (桜井弘明) 岡本英樹   | 生田目康裕        | ゆきゆきえ 塩崎広光 | 11月13日       | Vol.6   |
| 第12話 | 7人目の魔女見習い〜のんちゃんのないしょ〜 | 栗山緑   | (佐藤順一) 中尾幸彦   | 馬場充子 西位輝実 | ゆきゆきえ 塩崎広光 | 11月27日       | Vol.7   |
| 第13話 | 時をかけるお雛様〜どれみのないしょ〜      | 影山由美 | 五十嵐卓哉            | 馬越嘉彦          | ゆきゆきえ 塩崎広光 | 12月11日       | Vol.7   |